# Xevious
Xevious (Japan: ゼビウス; Zebiusu) is een computerspel dat is ontwikkeld door Namco en werd uitgegeven door Mindscape. Het spel kwam in december 1982 als eerste uit als Arcadespel. Later werd het uitgegeven voor verschillende homecomputers zoals de Apple II, Commodore 64, MSX en de Nintendo Entertainment System. De speler bestuurt een gevechtsvliegtuig genaamd Solvalou en moet zich een weg banen door allerlei landschappen, zoals bossen en legerbasissen.

## Uitgaven
| Jaar | Platform                            |
| ---- | ----------------------------------- |
| 1982 | Arcade                              |
| 1984 | Apple II, NES                       |
| 1985 | PC-88, PC-98                        |
| 1986 | Amstrad CPC                         |
| 1987 | Atari ST, Commodore 64, ZX Spectrum |
| 1988 | Atari 7800, MSX 2                   |
| 1990 | SEGA Master System                  |
| 2004 | Game Boy Advance                    |
| 2006 | Virtual Console (Wii)               |
| 2007 | Xbox 360                            |
| 2011 | Nintendo 3DS                        |
| 2013 | Virtual Console (Wii U)             |

## Ontvangst
| Beoordeeld door            | Jaar | Platform            | Score |
| -------------------------- | ---- | ------------------- | ----- |
| Game Informer Magazine     | 2003 | NES                 | 85%   |
| The Atari Times            | 2005 | Arcade              | 82%   |
| NintendoWorldReport        | 2011 | NES                 | 80%   |
| All Game Guide             | 1998 | Arcade / NES        | 80%   |
| The Video Game Critic      | 2004 | NES                 | 75%   |
| Nintendo Life              | 2011 | Nintendo 3DS        | 70%   |
| Kombo.com                  | 2004 | Game Boy Advance    | 70%   |
| Destructoid                | 2011 | Nintendo 3DS        | 65%   |
| GameSpot                   | 2007 | Xbox 360            | 65%   |
| Video Game Den             | 2009 | NES                 | 60%   |
| GameSpot                   | 2004 | Game Boy Advance    | 58%   |
| Total!! UK Magazine        | 1993 | NES                 | 58%   |
| The Video Game Critic      | 2007 | Atari 7800          | 50%   |
| Wiiloveit                  | 2012 | Nintendo 3DS        | 47%   |
| Official Nintendo Magazine | 2011 | Nintendo 3DS        | 40%   |
| GameSpot                   | 2007 | Wii Virtual Console | 39%   |
| Jeuxvideo.com              | 2004 | Game Boy Advance    | 25%   |
| Zzap!                      | 1987 | Commodore 64        | 21%   |

## Trivia
- Het spel is opgenomen in het boek 1001 Video Games You Must Play Before You Die van Tony Mott.